# 東門巴克禮紀念教會
東門巴克禮紀念教會，是位於臺南市東區的一間長老宗教會，臺灣基督長老教會台南中會所轄的教會之一，於1903年由英國長老會宣教師巴克禮夫人伊莉莎白創立，在南部長老教會發展歷史中，曾作為臺南中會與南部大會成立的地點，也是第一個有女長老與女執事的教會。

## 沿革

### 背景
東門巴克禮紀念教會創立於1903年5月，巴克禮牧師夫人伊莉莎白牧師娘因應新樓醫院工作人員與宣教師家中傭人的信仰生活，借用臺南神學院教師宿舍舉行夜間聚會；三年後（1906年）成為太平境馬雅各紀念教會之支會，1921年3月9日昇格成為堂會。

### 建立
東門巴克禮紀念教會創立可分為四個時期，分別為「創設期」（自1903年創立至1926年完成獻堂止）、「建設期」（自1927年至1944年光復前止）、「轉變期」（1945年自光復後至1970年止）和「現代期」（自1971年至今）。
創設初期，牧會者均為英國宣教師兼任，這些宣教師都是神學校的院長、教授。這時期不僅將宣教工作做得精益求精，也對當時落伍的不良風俗如纏足、吸鴉片、娶二房等大力改革。
建設時期，完成大禮拜堂的建設（當時臺灣南部最大的禮拜堂），在1927年4月購得教會對面的建地，於1931年完成現今「伊莉莎白紀念教堂」的原始建築，做為兒童主日學教室。這時期較注重主日學的建設以及長榮中學、長榮女中住宿的學生傳道工作。長榮中學和長榮女中學生主日參與本教會崇拜的活動，直到1972年才改在長榮女中禮拜堂聚會。
傳變時期，從以學生為中心的傳道擴大為以社區為中心的傳道，並走過P.K.U（倍加運動）的十年，注重全家歸主運動。
在第四個時期的現代時期，比較注重對社會的關懷及鄉土的愛護，並建築堂皇的教育大樓來發揮教會更大的功能，發展松年大學及社區的事工。
2018年5月27日台南東門巴克禮紀念教會，舉行設教115週年之際，獻經整修好的伊莉莎白紀念教堂。

## 建築設計
建於1926年的東門巴克禮紀念教會大禮拜堂屬於「巴西利卡式」（平面呈長方形，外側有一圈柱廊）建築，屋身以紅磚砌成為基底；大門由半圓弧形門廊、彩繪玻璃窗與十字架構成，在門廊的屋頂與柱頭之間有東門巴克禮紀念教會的白話字名稱：「Tâi-Lâm Tang-Mn̂g Pa-Khek-Lé Kì-Liām Kàu-Hōe」，白話字也是巴克禮牧師當年在臺南府城傳福音時，所使用的文字。
門廊上方，一般是開玫瑰窗的部位，而東門巴克禮紀念教會大禮拜堂則改採類似「帕拉第奧母題」（Palladian motive）式的窗型。由中央拱形及兩側方形的開口部組成，內部的窗戶可更替。彩繪玻璃窗由形狀不一的彩色玻璃片，拼貼成耶穌基督與信徒的模樣，呼應了禮拜堂的場景，為簡約的禮拜堂門面有了點綴。

## 圖輯

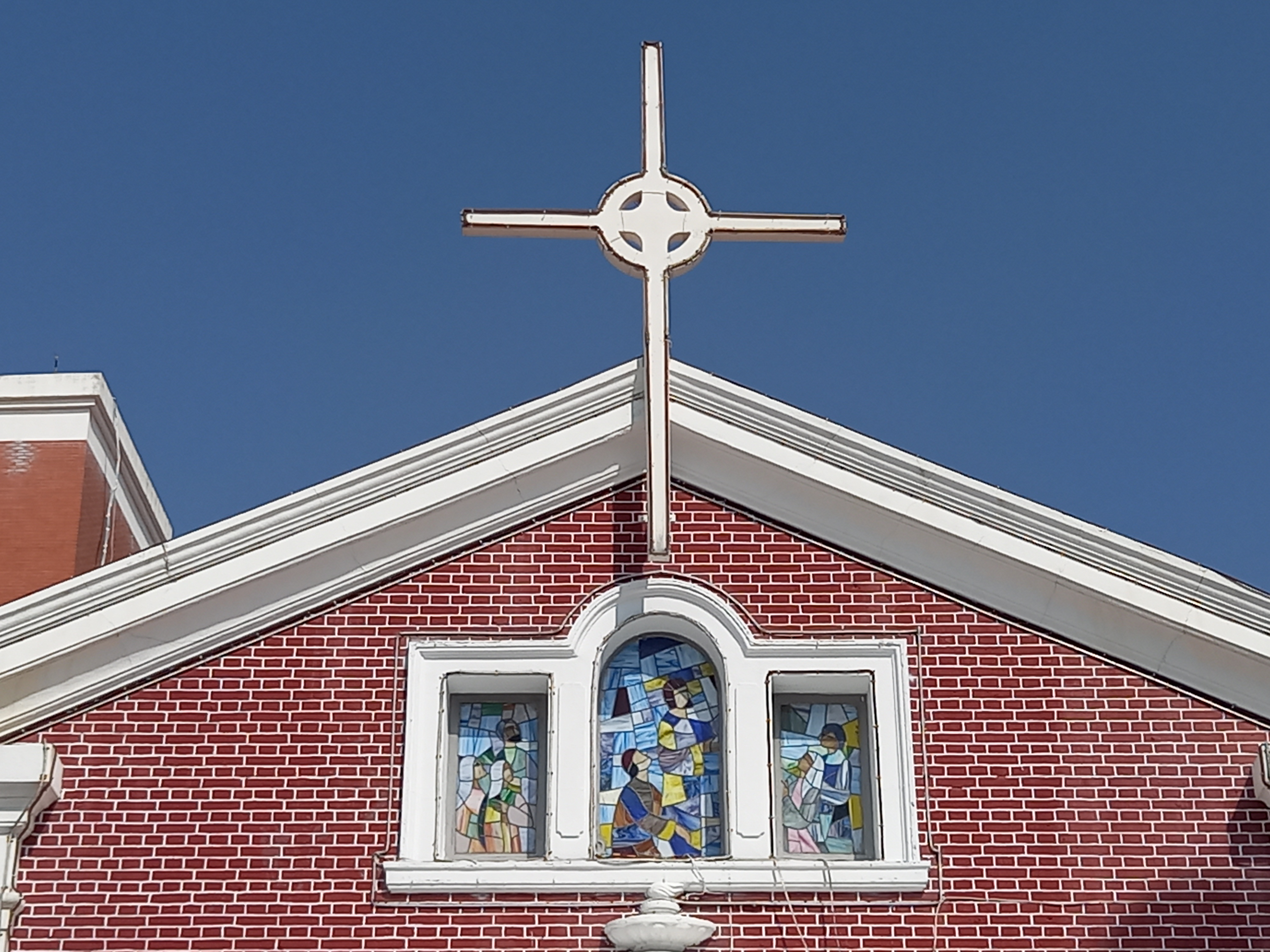
大禮拜堂大門入口十字架和彩繪玻璃窗
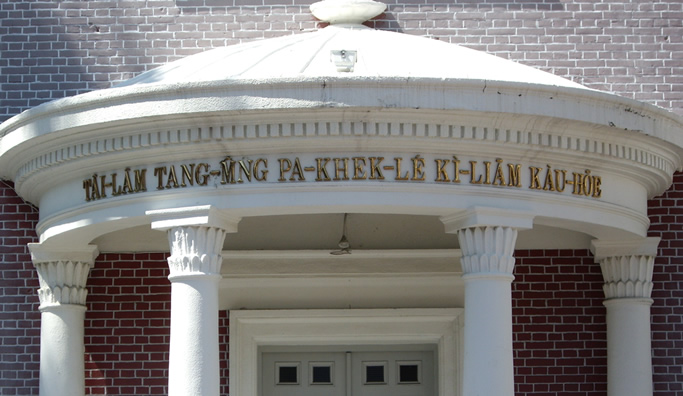
門廊的屋頂與柱頭之間有東門巴克禮紀念教會的白話字名稱
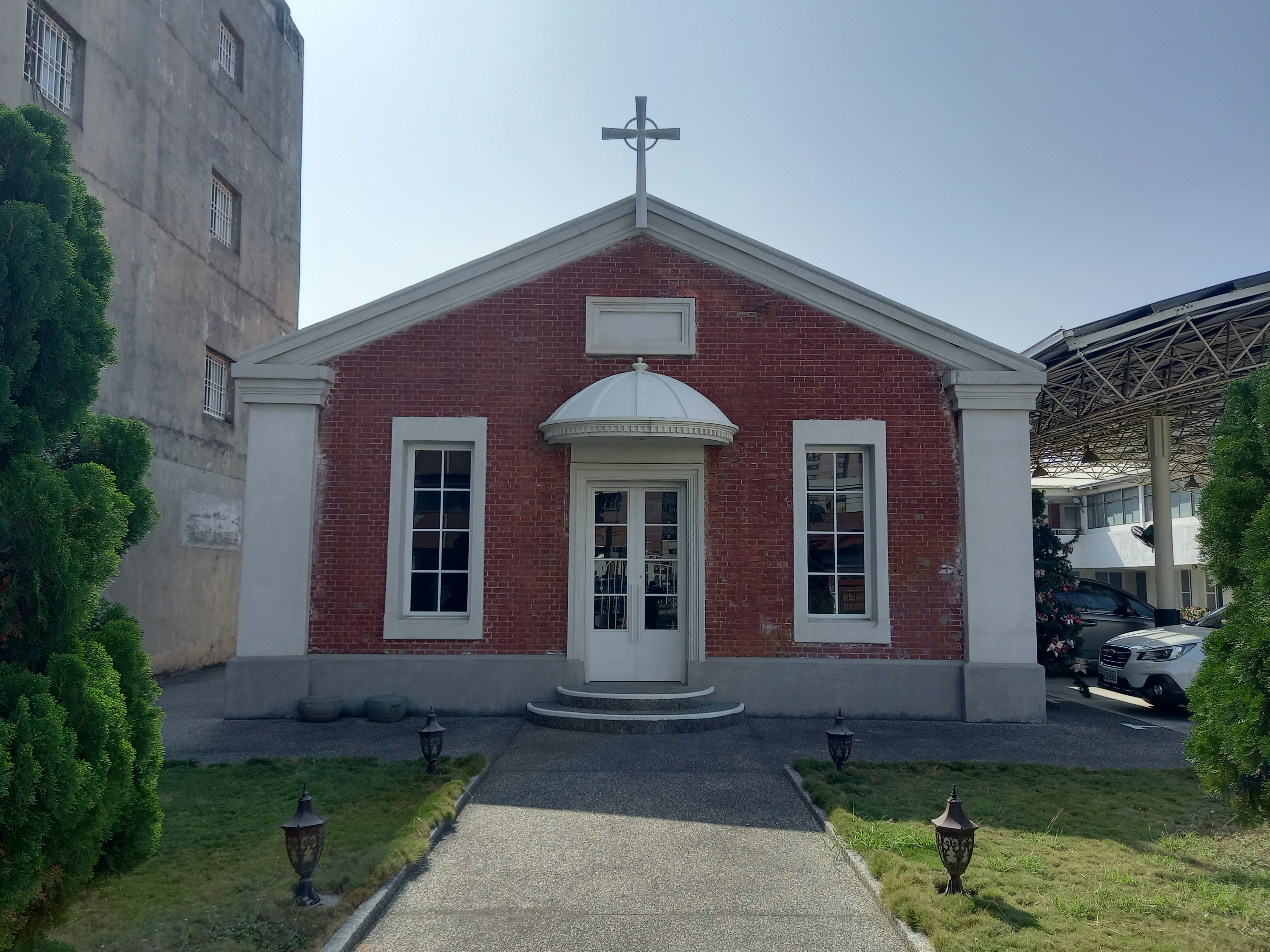
伊莉莎白紀念教堂

## 禮拜時間
以下時間以當地時間（臺灣時間）為準
- 臺語崇拜——主日 09:00（AM）
- 華語崇拜——主日 10:45（AM）

## 外部連結
- 東門巴克禮紀念教會官方網站 （页面存档备份，存于）
- 東門巴克禮紀念教會 - 台灣基督長老教會 （页面存档备份，存于）
- 區公所-東區-東門巴克禮紀念教會 （页面存档备份，存于）